# Bezuidenhoutsche Veenpolder
Het waterschap Bezuidenhoutsche Veenpolder was een waterschap in de gemeenten Den Haag en Wassenaar, in de Nederlandse provincie Zuid-Holland.
Het waterschap was verantwoordelijk voor de vervening, drooglegging en later de waterhuishouding in de polder.